# Különleges történetek
A Különleges történetek 1968-ban készült színes, olasz–francia filmdráma. Eredeti címe: Tre passi nel delirio / Histoires extraordinaires. A szkeccsfilm 3 epizódja Edgar Allan Poe egy-egy novelláján alapul. Raymond Eger producer eredetileg Orson Wellest, Joseph Losey-t és Luchino Viscontit szemelte ki a rendezésre, de ők különböző okokból visszaléptek. Végül Roger Vadim, Louis Malle és Federico Fellini forgatta le az epizódokat. Hármójuk közül Fellini volt az egyetlen, aki modernizálta a kiválasztott Poe-novellát. A Különleges történetek narrátorai: Vincent Price, Maurice Ronet és Clement Biddle Wood.

## Az epizódok

### Metzengerstein

#### A cselekmény
|  | Alább a cselekmény részletei következnek! |

A Metzengerstein família sarja, Frederica grófnő érzéki és kegyetlen örömöknek hódol. Egy nap találkozik a család másik ágának leszármazottjával, Wilhelm báróval. A család két ága között évszázados viszály áll fenn, már nem is nagyon tudják, pontosan miért. A két fiatalban ennek ellenére kölcsönös vonzalom támad a másik iránt. Amikor Wilhelm egy rossz megjegyzése felbőszíti Fredericát, a hiú grófnő parancsot ad a férfi büszkesége, az istálló felgyújtására. A tűzben viszont Wilhelm is odavész. Frederica viselkedése ettől kezdve megváltozik, már nem vonzzák a korábbi érzéki örömök. Egyre gyakrabban, egyre távolabbi magányos kiruccanásokat tesz annak a zabolátlan lónak a hátán, amelyik az istállótűzből menekült meg, és csak a grófnőt tűri meg magán. Egy napon a ló egy óriási tűzbe vágtat lovasával együtt…

#### A stáb
- Forgatókönyv: Roger Vadim, Pascal Cousin, Daniel Boulanger
- Operatőr: Claude Renoir
- Zene: Jean Prodromidès (Jean Prodromides néven szerepel a stáblistán)
- Díszlettervező: Jean André (Jean Andre néven szerepel a stáblistán)
- Jelmeztervező: Jacques Fonteray
- Vágó: Hélène Plemiannikov (Helene Plemiannikov néven szerepel a stáblistán)
- Rendező: Roger Vadim

#### Főszereplők
- Jane Fonda (Frederica grófnő)
- James Robertson Justice (Advisor gróf)
- Françoise Prévost (a grófnő barátja) (Francoise Prevost néven szerepel a stáblistán)
- Peter Fonda (Wilhelm báró)
- Georges Douking (Du Lissier)
- Philippe Lemaire (Philippe)
- Carla Marlier (Claude)
- Serge Marquand (Hugues)
- Audoin de Bardot (Page) (nem szerepel a stáblistán)
- Anny Duperey (első vendég) (nem szerepel a stáblistán)
- Andréas Voutsinas (második vendég) (nem szerepel a stáblistán)

#### Érdekességek
- Az eredeti Poe-novella főszereplője férfi volt, és a történetben nem volt szerelmi szál.

- Roger Vadim a főszerepet akkori feleségére, Jane Fondára bízta, míg Wilhelm szerepére Jane fivérét, Peter Fondát kérte fel. A Különleges történetek második epizódjának női főszerepét egyébként Vadim első felesége, Brigitte Bardot játszotta, akinek akkortájt a harmadik rész főszereplőjével, Terence Stamppel volt futó románca.

- A Metzengersteint Vadim rögtön azután forgatta, hogy befejezte előző filmjét, a Barbarellát (1968), melyben ugyancsak Jane Fonda volt a főszereplő. A színésznő ily módon a sci-fi után rögtön egy kosztümös filmbe csöppent, későbbi pályafutása során viszont se sci-fiben, se kosztümös filmben nem játszott többé.

- A Barbarella egyik forgatókönyvírója, Terry Southern a Metzengerstein forgatásán találkozott Peter Fondával, aki egy modern western történetét vázolta fel neki. Southernnek tetszett az ötlet, és dolgozni kezdett rajta. Ebből a tervből született meg aztán a Szelíd motorosok (1969) című film.

- Amikor megjelent Vadim önéletrajzi írása, amely híres szerelmeiről legalább annyira szólt, mint róla, Jane Fonda volt az egyetlen exfelesége, aki nem perelte be őt a könyvben leírtak miatt. A mű magyar nyelven is olvasható Szerelmeim: Bardot, Deneuve, Fonda címmel (Budapest, 1988, Idegenforgalmi Propaganda és Kiadó Vállalat. ISBN 963-316-196-7).

### William Wilson

#### A cselekmény
|  | Alább a cselekmény részletei következnek! |

Izgatott férfi rohan be egy templomba, és azonnal gyónni akar. Szavai nyomán feltárul egész addigi élete. William Wilsont már gyerekkorában különös élvezettel töltötte el mások szenvedése, viselkedése egyszerre volt kegyetlen, cinikus és közönyös. Mikor fiatalemberként anatómiát kezdett tanulni, egy éjszaka kis híján élve felboncolt egy utcáról elrabolt fiatal lányt. Katonatisztként egy alkalommal kártyacsatára hívta a szépséges és gőgös Giuseppinát. A végső tét a nő erénye volt. Giuseppina vesztett, Wilson pedig ragaszkodott ahhoz, hogy nyilvánosan alázza meg a nőt. Megkorbácsolta a szépséget, de a folytatást megakadályozta a férfi alteregójának megjelenése. Az ismeretlen, akit szintén William Wilsonnak hívtak, gyerekkora óta megjelent hősünk életében, valahányszor az valami kegyetlenséget készült elkövetni. Lényegében elrontotta az élvezetét. Wilson párbajra hívta névrokonát, és megölte. Ettől azonban végleg elveszítette lelki nyugalmát: gyónás után, a pap semmitmondó szavainak hallatán felrohan a templomtoronyba, ahonnan a mélybe veti magát.

#### A stáb
- Forgatókönyv: Louis Malle, Clement Biddle Wood, Daniel Boulanger
- Operatőr: Tonino Delli Colli
- Zene: Diego Masson
- Díszlettervező: Ghislain Uhry, Carlo Leva
- Jelmeztervező: Ghislain Uhry, Carlo Leva
- Vágó: Franco Arcalli, Suzanne Baron
- Rendező: Louis Malle

#### Főszereplők
- Alain Delon (William Wilson)
- Brigitte Bardot (Giuseppina)
- Katia Christine (fiatal lány) (Katia Christina néven szerepel a stáblistán)
- Umberto D'Orsi (Hans)
- Renzo Palmer (a gyóntatópap)
- Marco Stefanelli (a gyermek Wilson)
- Daniele Vargas (a professzor)

#### Érdekességek
- Ezt az epizódot Bergamóban forgatták.

- Louis Malle később azt mondta, csak azért vállalta a William Wilson megrendezését, hogy pénzt szerezzen következő filmjére, a Szívzörejre (1971), amely azonban csak 3 év múlva valósult meg. (Közben 2 dokumentumfilmet forgatott Indiáról.) Malle és a producer Raymond Eger kompromisszumot kötöttek: a rendező saját elképzelése közelebb állt ugyan az eredeti Poe-novellához, mint a bemutatott filmváltozat, de Eger azt szorgalmazta, hogy a filmbe kerüljön némi meztelenség és erőszak is, melyek akkortájt kezdtek teret hódítani a filmművészetben. E megállapodás eredményeként láthatta a közönség például Bardot megkorbácsolásának jelenetét vagy az utcáról elrabolt és levetkőztetett lány kalandját a boncasztalon.

- Louis Malle korábban kétszer dolgozott Bardot-val. Közös filmjeik, a Magánélet (1962) és a Viva Maria! (1965) közül főleg az utóbbi aratott nagy szakmai és közönségsikert, egyes kritikusok szerint az átlagos színésznőnek tartott Bardot majdhogynem lejátszotta a vászonról kitűnő partnernőjét, Jeanne Moreau-t.

- Brigitte Bardot és Alain Delon már korábban is játszott együtt szkeccsfilmben, a Híres szerelmek című 1961-es alkotás egyik epizódjában, az Agnès Bernauerben.

- A gyermek Marco Stefanellinek nem ez volt az első filmje, és felnőttként is megmaradt ezen a pályán. Később nemcsak színészi, hanem kaszkadőri feladatokat is vállalt.

### Toby Dammit

#### A cselekmény
|  | Alább a cselekmény részletei következnek! |

Toby Dammit, a fiatal és sikeres filmsztár Olaszországba érkezik, hogy a Vatikán támogatásával készülő „katolikus western” főszereplője legyen. A különc viselkedésű Toby az alkohol és a kábítószer rabja. Időnként egy különös mosolyú kislányt lát maga előtt, aki mintha játszani hívná. A kiégett, olykor cinikusan megnyilvánuló filmcsillagot érkezése után megannyi csodabogár zsongja körül, egy csillogóan hamis világ fő- és mellékszereplői. Egy paródiaként ható díjkiosztó ünnepségről Toby megszökik, és a kölcsönbe kapott csodálatos sportkocsin eszeveszett száguldozásba kezd az éjszakai Rómában. Egy leszakadt híd előtt az utolsó pillanatban áll meg. A híd túloldaláról azonban mintha a fehér léggömbjével játszadozó kislány hívogatná. Toby gázt ad, és kocsijával megpróbál átugratni a mélység fölött. Az éjszaka sötétjében viszont nem látja a kifeszített acélsodronyt, amely lenyakazza. Az ördögien mosolygó kislány a léggömb helyett a filmsztár földön heverő feje után nyúl…

#### A stáb
- Forgatókönyv: Federico Fellini, Bernardino Zapponi
- Operatőr: Giuseppe Rotunno
- Zene: Nino Rota
- Díszlettervező: Piero Tosi, Fabrizio Clerici
- Jelmeztervező: Piero Tosi
- Vágó: Ruggero Mastroianni (Ruggiero Mastroianni néven szerepel a stáblistán)
- Rendező: Federico Fellini

#### Főszereplők
- Terence Stamp (Toby Dammit)
- Salvo Randone (pap)
- Anne Tonietti (tévériporter)
- Marina Yaru (a kislány / Az Ördög)
- Fabrizio Angeli (első rendező) (nem szerepel a stáblistán)
- Federico Boido (vendég a fogadáson) (nem szerepel a stáblistán)
- Ernesto Colli (második rendező)(nem szerepel a stáblistán)
- Paul Cooper (második riporter) (nem szerepel a stáblistán)
- Irina Maleeva (a cigány jósnő) (nem szerepel a stáblistán)
- Antonia Pietrosi (színésznő) (nem szerepel a stáblistán)
- Polidor (idős színész) (nem szerepel a stáblistán)
- Mimmo Poli (vendég a fogadáson) (nem szerepel a stáblistán)
- Marisa Traversi (vendég a fogadáson) (nem szerepel a stáblistán)
- Milena Vukotic (tévériporter) (nem szerepel a stáblistán)
- Aleardo Ward (első riporter) (nem szerepel a stáblistán)

#### Érdekességek
- A producer eredetileg Az áruló szív című Poe-novellát ajánlotta Fellininek. Ebben az áldozat darabokra vágott, padló alá rejtett szívének dobogása árulja el a tettest. A rendezőt nem érdekelte a javasolt történet. Inkább forgatókönyvírója, Bernardino Zapponi egyik novelláját szerette volna megfilmesíteni, Eger viszont ragaszkodott Poe-hoz. Fellini egyik munkatársát bízta meg azzal, hogy rövid összefoglalókat készítsen számára a Poe-történetekről. Ezek közül Az elsietett temetést választotta ki. A tervezett filmváltozatban Alberto Sordira akarta osztani a sekrestyés szerepét, aki attól retteg, hogy egyszer élve fogják eltemetni. Egy ízben Fellini séta közben megpillantotta a néhány nappal korábban leszakadt aricciai hidat, amelyről eszébe jutott egy másik Poe-novella, a Belzebubé a fejem. Zapponival néhány nap alatt megírták belőle a forgatókönyvet. A Toby Dammit lett a Különleges történetek egyetlen olyan epizódja, amelyben az alkotók modernizálták az eredeti Poe-novellát, végeredményben csak a csattanót tartva meg belőle.

- Fellini Peter O’Toole-t kérte fel a főszerepre. A színész lelkesen igent mondott, ám megváltozott a véleménye, miután elolvasta a forgatókönyvet. Attól félt, a közönség túlságosan azonosítani fogja őt a szereppel. A telefonon lezajlott egyeztető megbeszélések O’Toole és Fellini között kölcsönös káromkodásba fulladtak. A rendező újabb jelöltjei: Richard Burton, James Fox és Terence Stamp. Az utóbbit választotta. Stamp végül évekre Olaszországba költözött, ahol Pier Paolo Pasolini Teoréma (1968) című drámájában is szerepelt. Akkoriban súlyos lelki válságot élt át, melynek eredményeként az 1970-es évek elején évekre eltűnt a filmvilágból.

- A Toby Dammit volt Fellini első közös munkája Giuseppe Rotunno operatőrrel. Megbeszélésük eredményeként a film elején látható éjszakai jelenetben Scipione (Gino Bonichi, 1904–1933) képeire emlékeztető színvilágot teremtettek, melyben az égővörös és a szépiafekete dominált.

- A Toby Dammit forgatása közben Dino De Laurentiis producer felajánlotta Fellininek a Waterloo című szuperprodukció rendezését. A rendezőt vonzotta ugyan az ajánlat, de végül nemet mondott. A filmet Szergej Bondarcsuk valósította meg 1970-ben.

- A Ruby című betétdalt Ray Charles énekli.

- Az új évezredben a filmet restaurálták, melynek 40 ezer eurós költségét az ismert olasz sztár, Ornella Muti fizette. A munkálatok Giuseppe Rotunno operatőr irányításával zajlottak. A restaurált kópiát 2008 májusában mutatták be egy New York-i filmfesztiválon. Muti azt nyilatkozta, hogy eddig nem ismerte Fellininek ezt az alkotását, de tetszett neki. A művésznő állítása szerint oly sokat kapott a filmvilágtól, hogy mecénási tevékenységével szerette volna mindezt valahogy viszonozni.[1]

## A bemutató
A Különleges történetek díszbemutatója 1968. május 17-én volt a cannes-i filmfesztiválon. Ez volt a rendezvény utolsó levetített filmje, mivel a pár nappal korábban kitört zavargások miatt a fesztivált a vetítés utáni napon félbeszakították. A forrongó hangulatban a mű visszhangja nem volt túl kedvező: Vadim és Malle epizódja nem aratott tetszést, Felliniét viszont dicsérték. Olyannyira, hogy a producerek részéről felmerült az az ötlet, hogy kiemelik a Toby Dammitot a trilógiából, Fellini forgasson hozzá egy másik Poe-történetet, és a kettő együtt kerüljön forgalmazásra. A rendező a How to write a Blackwood Article című novellagyűjteményből a Sajnálatos baleset című írást választotta.  A történet szereplője, egy idős angol hölgy felmegy a Mangia-toronyba, ahol a toronyóra számlapja alatti kis ablakon kidugja a fejét. A percmutató azonban csapdába ejti, és szép lassan lenyakazza. Fellininek a borzalmas részletek tetszettek a legjobban: a mutató mind szorosabbá váló nyomásának hatására a hölgynek egymás után ugranak ki a szemgolyói a helyükről, hogy a torony alatti pázsitról figyeljék tovább a rettenetes jelenetet. A rendező a szerepre az Agatha Christie-történetek filmváltozataiból ismert Margaret Rutherfordot képzelte el, aki vállalta volna a munkát. A film mégsem készült el, a producerek kis idő múlva úgy gondolták, hogy még sincs szükség újabb Poe-sztorira, elegendő a Különleges történetek három epizódja.

## Magyar kritikai visszhang
„Roger Vadim igazán testhezálló novellát választott magának. […] A film a változtatások ellenére… inkább illusztratív, mint eredeti, Vadim még az elbeszélés narrátorát is megtartja, és csupán a Jane Fonda idomait villantó jelenetekbe visz némi személyességet. Hasonló félsiker Louis Malle szórványosan Hitchcock Szédülését idéző doppelgänger-variációja (William Wilson), ráadásul itt az elidegenítő effektusokkal teli cselekményszövés is nehézkes: néhol részletező, másutt enigmatikus… Ezzel szemben Federico Fellini a maga szerzői vehemenciájával teljes egészében újraírta a választott novellát. […] Víziószerűsége és stilizált képei a Fellini-életmű teljes értékű darabjává emelik: egyszerre Az édes élet, valamint a Nyolc és fél utójátéka, illetve előtanulmány a Rómához.”

(Pápai Zsolt: Különleges történetek. In: Filmvilág 2007/5, 62. oldal)